# Pronoto-prophragmal muscle
Pronoto-prophragmal muscle, mięsień t1-ph1, t1ml-ph1 – mięsień tułowia niektórych owadów.
Mięsień stwierdzony u błonkówek. Wchodzi w skład grupy funkcyjnej "mięśni profragmalnych" (ang. prophragmal muscle). Bierze swój początek na środkowej części przedplecza i zaczepia się przyśrodkowo (submedialnie) o "profragmę" (łac. prophragma).